# 八久保颯
八久保 颯（はちくぼ はやて、1993年6月23日 - ）は、熊本県人吉市出身の元プロサッカー選手。ポジションはMF（OMF）。

## 経歴
鋭いドリブル突破を武器とする攻撃的選手で、阪南大学在学中は全日本大学選抜に2度選出（2014年・2015年）され、2015年の第28回ユニバーシアード競技大会では中心的選手として活躍し日本代表の銅メダルに貢献。同年9月30日、大学卒業後に故郷のプロクラブであるロアッソ熊本へ新加入することが発表された。大学での同期に松下佳貴。
プロ初年度となった2016年は4月に熊本大地震が発生、チーム・個人ともに被害を受ける中、7月に出場機会を掴みプロデビュー。出場2戦目の横浜FC戦ではJ2リーグ戦初得点を記録した。2年目となる2017年は出場数・得点数とも着実に伸ばした。
2018年、第4節以後ポジションを掴み先発での出場が増えると、フリーキッカーとして得点機会を創出し、存在感を示した。
2019年は途中出場が多くなり、持ち前のドリブル突破や足元の技術を活かす場面は少なかった。同年シーズン終了後の12月11日、ロアッソ熊本より契約満了が発表された。
2020年より鈴鹿ポイントゲッターズに移籍。しかし、この年に現役引退を発表した。

## 所属クラブ
- - 2005年 人吉JFC
- 2006年 - 2008年 FCヴィラノーバ水俣U-15
- 2009年 - 2011年 秀岳館高等学校
- 2012年 - 2015年 阪南大学
- 2016年 - 2019年  ロアッソ熊本
- 2020年   鈴鹿ポイントゲッターズ

## 個人成績
| 国内大会個人成績 | 国内大会個人成績 | 国内大会個人成績 | 国内大会個人成績 | 国内大会個人成績 | 国内大会個人成績 | 国内大会個人成績 | 国内大会個人成績 | 国内大会個人成績 | 国内大会個人成績 | 国内大会個人成績 | 国内大会個人成績 |
| 年度             | クラブ           | 背番号           | リーグ           | リーグ戦         | リーグ戦         | リーグ杯         | リーグ杯         | オープン杯       | オープン杯       | 期間通算         | 期間通算         |
| 年度             | クラブ           | 背番号           | リーグ           | 出場             | 得点             | 出場             | 得点             | 出場             | 得点             | 出場             | 得点             |
| 日本             | 日本             | 日本             | 日本             | リーグ戦         | リーグ戦         | リーグ杯         | リーグ杯         | 天皇杯           | 天皇杯           | 期間通算         | 期間通算         |
| ---------------- | ---------------- | ---------------- | ---------------- | ---------------- | ---------------- | ---------------- | ---------------- | ---------------- | ---------------- | ---------------- | ---------------- |
| 2016             | 熊本             | 20               | J2               | 10               | 1                | -                | -                | 0                | 0                | 10               | 1                |
| 2017             | 熊本             | 19               | J2               | 21               | 3                | -                | -                | 1                | 0                | 22               | 3                |
| 2018             | 熊本             | 19               | J2               | 27               | 3                | -                | -                | 0                | 0                | 27               | 3                |
| 2019             | 熊本             | 19               | J3               | 22               | 1                | -                | -                | 2                | 0                | 24               | 1                |
| 2020             | 鈴鹿             | 8                | JFL              | 5                | 0                | -                | -                | 0                | 0                | 5                | 0                |
| 通算             | 日本             | 日本             | J2               | 58               | 7                | -                | -                | 1                | 0                | 59               | 7                |
| 通算             | 日本             | 日本             | J3               | 22               | 1                | -                | -                | 2                | 0                | 24               | 1                |
| 通算             | 日本             | 日本             | JFL              | 5                | 0                | -                | -                | 0                | 0                | 5                | 0                |
| 総通算           | 総通算           | 総通算           | 総通算           | 85               | 8                | -                | -                | 3                | 0                | 88               | 8                |

- その他：KFA 第23回熊本県サッカー選手権大会(2019.5.12)　1試合0得点
- Jリーグ初出場 - 2016年7月10日 J2第22節 清水エスパルス戦 (IAIスタジアム日本平)
- Jリーグ初得点 - 2016年7月16日 J2第23節 横浜FC戦 (ニッパツ三ツ沢球技場)

## 代表歴
- U-12ナショナルトレセン（2005年）
- 全日本大学選抜（2014年、2015年）
- ユニバーシアード日本代表（2015年）[9]